# ثيودور فريلينغايسن
ثيودور فريلينغايسن هو محامي وسياسي أمريكي، ولد في 28 مارس 1787 في Franklin Township, Somerset County, New Jersey ‏ في الولايات المتحدة، وتوفي في 12 أبريل 1862 في نيو برونزويك في الولايات المتحدة. نشط حزبياً في الحزب الوطني الجمهوري ‏.

## مناصب
- انتخب عضو مجلس الشيوخ الأمريكي [الإنجليزية]‏ عن دائرة New Jersey Class 2 senate seat ‏ خلال فترته النيابية [الإنجليزية]‏ (4 مارس 1833 – 4 مارس 1835).
- انتخب عضو مجلس الشيوخ الأمريكي [الإنجليزية]‏ عن دائرة New Jersey Class 2 senate seat ‏ خلال فترته النيابية [الإنجليزية]‏ (4 مارس 1831 – 4 مارس 1833).
- انتخب عضو مجلس الشيوخ الأمريكي [الإنجليزية]‏ عن دائرة New Jersey Class 2 senate seat ‏ خلال فترته النيابية [الإنجليزية]‏ (4 مارس 1829 – 4 مارس 1831).
- انتخب President of Rutgers University ‏ (1850 – 1862).
- انتخب Attorney General of New Jersey [الإنجليزية]‏ (1817 – 1829).
- انتخب عضو مجلس الشيوخ الأمريكي [الإنجليزية]‏.